# 愛国町
愛国町（あいこくちょう）は、北海道帯広市にある町丁。郵便番号は089-1181。

## 地理
帯広市街地の南部に位置しており、札内川東岸（右岸）から市境までを占め、市の東隣の幕別町と接する。小麦や馬鈴薯などの農地が広がる地帯である。

### 河川
- 札内川

## 歴史
元々当地には「ムイネウンケプ」と言う意味が不明のアイヌ語地名があり、それに「鵺抜」という漢字を充て「ヌイヌッケ」と呼んでいた。愛国という地名は1911年（明治44年）に同地に設置された幸震第一教育所の代用教員になった渡辺兼吉という人物が設立した愛国青年団の名称ものに由来する。これが1917年（大正6年）頃に当地の地名になったものである。
当地にかつてあった国鉄広尾線の愛国駅、その2駅隣の幸福駅はその名称から1973年（昭和48年）にNHKテレビ「新日本紀行」で紹介されて以降記念品として爆発的な人気を博し、愛国から幸福の乗車券は1日2000枚以上売れたという。国鉄広尾線は1987年（昭和62年）に廃止となったが、廃止後も愛国駅は保存され幸福駅と共に観光地となっている。

### 沿革
- 1902年（明治35年）4月 - 北海道に旧町村制の施行に伴い鵺抜村が幸震村に併合され、同村の一部となる[6]。
- 1915年（大正4年） - 幸震村が合併し大正村となったことで同村の一部となる[2]。
- 1957年（昭和32年）4月1日 - 大正村が帯広市と合併し、同市の一部となる[7]。

## 小・中学校の学区
市立小・中学校に通う場合、学区は以下の通りとなる。
|      | 小学校             | 中学校             |
| ---- | ------------------ | ------------------ |
| 全域 | 帯広市立愛国小学校 | 帯広市立第七中学校 |

## 交通

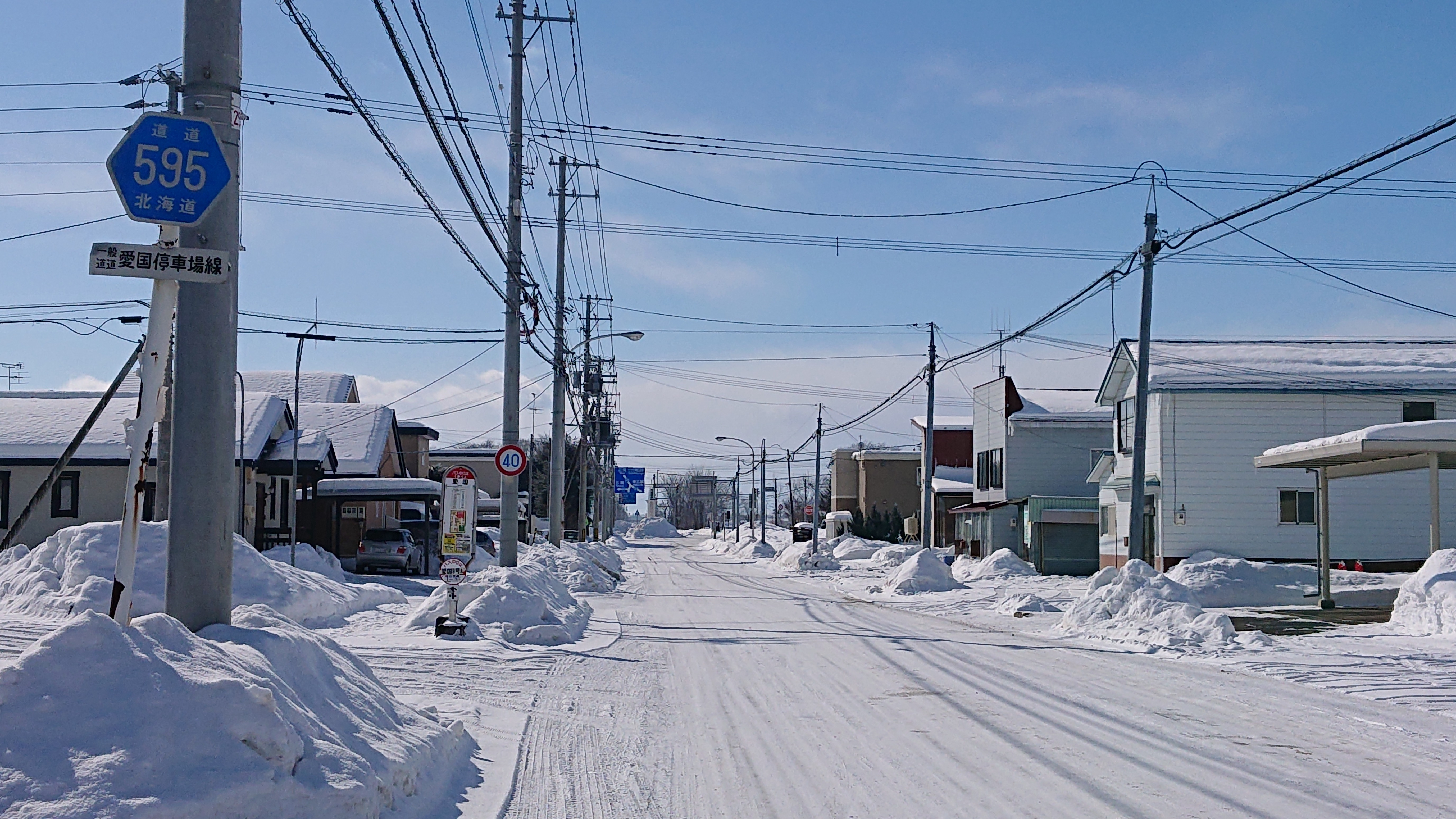
北海道道595号愛国停車場線

- 国道236号
- 北海道道595号愛国停車場線
- 北海道道962号愛国停車場古舞線
- 国鉄広尾線（1987年廃止）
  - 北愛国駅
  - 愛国駅

## 施設
- 帯広市立愛国小学校
- 愛国簡易郵便局